# T-43
Il T-43 fu un prototipo di carro armato medio sovietico sviluppato durante la seconda guerra mondiale come possibile rimpiazzo sia per il carro medio T-34 sia per il pesante KV-1. Lo scopo del progetto era di realizzare un carro medio con una corazzatura più pesante, ma l'evoluzione tecnica dei carri tedeschi si rivelò meglio contrastabile dall'aumento di potenza dell'armamento del T-34/85 e il progetto T-43 venne cancellato.

## Storia
Il T-34 fu il pilastro delle forze meccanizzate sovietiche durante la seconda guerra mondiale, prodotto in quantità gigantesche. Nel maggio del 1942 le forze sovietiche iniziarono a scontrarsi con carri tedeschi armati con il nuovo cannone lungo 7,5 cm KwK 40, che poteva penetrare agevolmente la corazza del T-34 a lunga distanza.
Nel giugno del 1942 l'Alto direttorato per le forze corazzate (GABTU) emise una richiesta ai due bureau di progettazione di carri perché competessero nella progettazione di un "carro universale" che combinasse la corazzatura dei carri pesanti con la mobilità del carro medio T-34. Il bureau SKB-2 di Čeljabinsk iniziò lo sviluppo del programma KV-13, che due anni dopo sfociò nella fortunata serie dei carri pesanti Josif Stalin. Il complesso Uralvagonzavod di Nižnij Tagil sviluppò invece il carro medio T-43. Uralvagonzavod comprendeva i progettisti del Bureau Morozov, che avevano progettato il T-34 e che attinsero quindi al precedente lavoro sull'avanzato progetto T-34M, cancellato nel 1941 quando la Germania invase l'URSS. Poiché al T-43 venne data una bassa priorità, venne aumentata la produzione del T-34. Il primo prototipo di T-43 venne infine completato nel marzo 1943.

## Tecnica
L'impostazione generale del T-43 è simile a quella del T-34, ma aveva una nuova struttura corazzata ed un nuovo profilo della torretta, efficienti sospensioni a barre di torsione invece che le sospensioni Christie del T-34 ed un nuovo cambio a 5 marce. Un vistoso miglioramento rispetto alla torretta a due posti del T-34 fu la nuova torretta a tre posti, con cupola per il capocarro, che poteva concentrarsi sul comando e controllo senza essere costantemente distratto dal puntamento del cannone. Comparata alla torretta esagonale del T-34 Mod. 1943, la corazzatura della torretta del T-43 aumentava da 70 a 90 mm, quella dello scafo da 47 mm frontale e 60 mm laterali a 75 mm. Il carro conservava il cannone 76 mm M1940 (F-34) e, per semplificarne la produzione, condivideva il 70% delle componenti intercambiabili con il T-34. I test eseguiti a Kubinka dimostrarono che il T-43 non eguagliava la mobilità del T-34, mentre la sua corazzatura non era abbastanza robusta da resistere al cannone da 88 tedesco.
Dopo la battaglia di Kursk, i pianificatori sovietici si resero conto che il più grande limite del T-34 era l'inefficacia del sui cannone da 76 mm contro la corazza frontale dei nuovi carri tedeschi Panzer VI Tiger I e Panzer V Panther. Ciò di cui necessitava era un cannone più efficace e non una corazza più resistente. La torretta del T-43 venne quindi adattata per ospitare un più efficace cannone da 85 mm e venne installata su scafo T-34. Il progetto T-43 venne cancellato e il nuovo T-34/85 venne messo in produzione al suo posto.
La decisione di migliorare un progetto esistente piuttosto che impegnarsi in una totale riconversione delle fabbriche era una caratteristica ricorrente nella filosofia sovietica, che riteneva fondamentali gli enormi livelli produttivi. Mentre la Germania, che aveva risorse industriali doppie rispetto all'Unione sovietica, soffriva di una serie di difficoltà produttive e logistiche per l'introduzione di nuovi modelli di carri, tecnicamente superiori, i sovietici per massimizzare la produttività accettavano il compromesso di un carro notevolmente migliorato, anche se non al livello del nuovo Panther tedesco. Il risultato fu che mentre nel maggio 1944 la Wehrmacht disponeva sul fronte orientale di soli 304 Panther operativi, i sovietici producevano T-34/85 al ritmo di 1.200 veicoli al mese.
Quando il T-34/85 fece la sua prima apparizione in combattimento, l'intelligence tedesca inizialmente lo identificò erroneamente per il T-43, in base a rapporti sull'attività di ricerca sovietica.